# Atos (Gildapil)
Atos (Atus) ist eine osttimoresische Aldeia im Suco Gildapil (Verwaltungsamt Lolotoe, Gemeinde Bobonaro). 2015 lebten in der Aldeia 593 Menschen.

## Geographie
Atos liegt im Nordwesten des Sucos Gildapil. Südlich und südöstlich befindet sich die Aldeia Gildapil. Im Osten grenzt Atos an den Suco Leber, im Norden an den Suco Saburai und im Westen an den Suco Lebos. Im Süden liegt der Berg Taswa (1301 m).
Durch den Westen von Atos führt eine Piste. An ihr liegen im Nordwesten die Dörfer Atos und Sassa.

## Politik
2023 wurde Favião de Jesus zum Chefe de Aldeia gewählt.